# Casa cu prăvălie din Urziceni
Casa cu prăvălie din Urziceni este un monument istoric situat în municipiul Urziceni, județul Ialomița. Este situat în Str. 1918 nr. 10. Clădirea a fost construită în anul 1935. Figurează pe noua listă a monumentelor istorice sub codul LMI: IL-II-m-B-20201.